# Julian Looman
Julian Looman (* 5. März 1985 in Wien) ist ein österreichischer Schauspieler.

## Leben
Julian Looman, der Sohn eines Niederländers und einer Österreicherin, wuchs in seiner Geburtsstadt Wien auf, wo er am De La Salle Gymnasium in Wien-Strebersdorf die Matura ablegte. Von 2005 bis 2009 studierte er Schauspiel, Gesang und Tanz am Konservatorium der Stadt Wien Privatuniversität (mit dem Schwerpunkt „Musikalisches Unterhaltungstheater“). Dort beendete er seine Ausbildung 2009 mit dem Abschluss als Bachelor of Arts. Es folgten erste Engagements beim Kabarett Simpl in Wien und beim Sommertheater auf Schloss Rosenburg in Niederösterreich, wo er, unter der Regie von Birgit Doll, den Demetrius in der Shakespeare-Komödie Ein Sommernachtstraum darstellte.
Seine ersten Rollen spielte Looman anschließend 2010 in Deutschland und Österreich, als Ethan Girard in dem Musical The Full Monty beim Musicalsommer Amstetten sowie am Deutschen Theater München. Es folgten weitere Rollen, u. a. 2010 als Rapunzels Prinz/Wolf am Staatstheater Kassel in Into the Woods. In dem niederländischen Erfolgsmusical Soldaat van Oranje, das das Leben des Widerstandskämpfers Erik Hazelhoff Roelfzema schildert, stand er 2011–2012 in den Niederlanden (im De Theaterhangaar bij Leiden) in der Hauptrolle auf der Bühne.
Im Oktober 2013 trat er als Vicomte Raoul de Chagny in Love never dies in einer Produktion der Vereinigten Bühnen Wien im Ronacher auf. 2013–2014 spielte er am Theater der Jugend in Wien den Sir Harry in dem Kinderstück Winnifred von Mary Rodgers und Marshall Barer.
Mehrfach trat er bei den Freilichtspielen Tecklenburg auf, erstmals 2013 als Hombre im Musical Der Schuh des Manitu. 2014 spielte er in Tecklenburg dann den Pharao in Joseph and the Amazing Technicolor Dreamcoat und den Joe Gillis in Sunset Boulevard. In der Spielzeit 2014/15 gastierte er am Grenzlandtheater Aachen als Conférencier in Cabaret. Für seine Darstellung erhielt er den Großen Aachener Theaterpreis (Kurt-Sieder-Preis) als „Bester Schauspieler 2015“ und den Aachener Publikumspreis (Karl-Heinz-Walther-Preis) als „Bester Nachwuchsschauspieler“. 2015 spielte er am Theater St. Gallen den Wronski in einer Bühnenfassung von Anna Karenina (Regie: Ulrich Wiggers). In der Spielzeit 2016/17 gastierte er am Landestheater Salzburg als Sir Galahad in dem Musical Monty Python’s Spamalot. Von Juli bis September 2017 übernahm er am Stadttheater Baden die Rolle des Baron von Gaigern im Musical Grand Hotel.
Looman arbeitete auch für das Kino, den Film und das Fernsehen. Er hatte Episodenrollen in verschiedenen TV-Serien, unter anderem in der deutsch-österreichisch-schweizerischen Ko-Produktion Der Winzerkönig (2009) und in der österreichischen Fernsehserie CopStories. In dem niederländischen TV-Film Beatrix, Oranje onder vuur (2012) über das Leben von Königin Beatrix, spielte er den deutschen Prinzen Richard zu Sayn-Wittgenstein. Im Oktober 2016 hatte Loomans erster internationaler Kinofilm Prooi von Dick Maas, in dem er die männliche Hauptrolle spielte, in Amsterdam Premiere. In der TV-Miniserie De Zaak Menten, die 2017 mit dem „Gouden Kalf“ als „Bestes TV-Drama 2017“ ausgezeichnet wurde, spielte Looman den SS-General Schöngarth.
In der ZDF-Fernsehreihe Marie fängt Feuer, die seit November 2016 gesendet wird, verkörpert Looman seit dem III. Teil (November 2017) in der Rolle des Philipp Senger den Ex-Freund der weiblichen Hauptfigur Marie (Christine Eixenberger). Im April 2018 war Looman in der österreichischen Krimiserie SOKO Kitzbühel in einer Episodenrolle zu sehen; er war Axel Kronlachner, ein ehemaliger Starspieler eines Rollstuhl-Basketballteams, der wegen Drogenschmuggels seine Karriere aufgeben musste. In dem Fernsehfilm Wenn’s um Liebe geht, der im Juni 2019 auf Das Erste erstausgestrahlt wurde, spielte Looman eine der Hauptrollen, den Schlagersänger Sunny. In der 10. Staffel der ZDF-Krimiserie Die Chefin (2019) übernahm Looman eine Episodenrolle als gewaltbereiter, wegen Schwerer Körperverletzung vorbestrafter Tatverdächtiger. In der britisch-deutschen Crime-Serie The Mallorca Files, die seit November 2019 ausgestrahlt wird, spielt Looman die männliche Hauptrolle, den deutschen Ermittler Max Winter. In der 14. Staffel der TV-Serie Der Bergdoktor (2021) übernahm Looman eine der Episodenhauptrollen als Ehemann einer durch eine Vergewaltigung schwer traumatisierten „Bergdoktor“-Patientin.
Looman, der in Wien und Mallorca lebt, ist mit der niederländischen Musicaldarstellerin Annemieke van Dam liiert. Das Paar hat zwei gemeinsame Kinder, einen Sohn und eine Tochter.

## Filmografie
- 2009: Der Winzerkönig (Fernsehserie, Episodenrolle)
- 2012: Beatrix, Oranje onder vuur (TV-Miniserie)
- 2013: &Me (Kinofilm, Nebenrolle)
- 2013: CopStories: Oida? (Fernsehserie, Episodenrolle)
- 2016: Prooi (Kinofilm, Hauptrolle)
- 2016: De Zaak Menten (TV-Miniserie, Episodenrolle)
- 2016: Weemoedt (Fernsehserie, Episodenrolle)
- 2017–2021: Marie fängt Feuer (Fernsehreihe, neun Folgen)
- 2018: SOKO Kitzbühel: Rolling Gams (Fernsehserie, Episodenrolle)
- 2019: Der Pass (Fernsehserie)
- 2019: Wenn’s um Liebe geht (Fernsehfilm)
- 2019: Die Chefin: Fremder Sohn (Fernsehserie, Episodenrolle)
- seit 2019: The Mallorca Files (Fernsehserie, Serienrolle)
- 2020: Nightlife
- 2021: Der Bergdoktor: Bittere Tränen (Fernsehserie, Episodenrolle)
- 2021: Emily in Paris (Fernsehserie, Episodenrolle)
- 2021: Die Ibiza Affäre (Miniserie)
- 2024: Constellation (Miniserie)
- 2025: Crystal Wall (Fernsehserie, Serienrolle)